# Roemeens voetbalkampioenschap 1951
1951 was het veertiende seizoen van de Divizia A en het 34ste kampioenschap van Roemenië. CCA Boekarest, dat later als Steaua zou uitgroeien tot het succesvolste team van het land, haalde zijn eerste titel binnen.

## Eindstand
| Plaats | Team                       | Wed. | W  | G | V  | Doelpunten | Verschil | Ptn |
| ------ | -------------------------- | ---- | -- | - | -- | ---------- | -------- | --- |
| 1      | CCA Boekarest (B)          | 22   | 13 | 6 | 3  | 43 : 19    | +24      | 32  |
| 2      | Dinamo Boekarest           | 22   | 14 | 4 | 4  | 52 : 29    | +23      | 32  |
| 3      | Progresul Oradea 1         | 22   | 11 | 4 | 7  | 46 : 36    | +10      | 26  |
| 4      | Flamura Roșie UT Arad (K)  | 22   | 8  | 8 | 6  | 37 : 31    | +06      | 24  |
| 5      | Flacăra Boekarest 2        | 22   | 8  | 6 | 8  | 36 : 40    | −04      | 22  |
| 6      | Știința Cluj (N)           | 22   | 8  | 5 | 9  | 32 : 36    | −04      | 21  |
| 7      | Flacăra Petroșani 3        | 22   | 6  | 8 | 8  | 23 : 24    | −01      | 20  |
| 8      | Locomotiva Timișoara       | 22   | 6  | 8 | 8  | 28 : 37    | −09      | 20  |
| 9      | Dinamo Orașul Stalin (N) 4 | 22   | 6  | 7 | 9  | 27 : 37    | −10      | 19  |
| 10     | Locomotiva Târgu-Mureș     | 22   | 7  | 2 | 15 | 26 : 36    | −10      | 16  |
| 11     | Locomotiva Boekarest       | 22   | 4  | 8 | 10 | 24 : 35    | −11      | 16  |
| 12     | Știința Timișoara          | 22   | 5  | 6 | 11 | 20 : 34    | −14      | 16  |

1 ICO Oradea veranderde zijn naam in Progresul Oradea.
2 Partizanul Boekarest veranderde zijn naam in Flacăra Boekarest.
3 Partizanul Petroșani veranderde zijn naam in Flacăra Petroșani.
4 De stad Brașov werd omgedoopt in Orașul Stalin.
(K) = verdedigend kampioen, (B) = verdedigend bekerwinnaar, (N) = gepromoveerd
| Kampioen                    |
| Bekerwinnaar: CCA Boekarest |
| Degradatie                  |

### Topschutters
| Naam            | Club                                 | Goals |
| --------------- | ------------------------------------ | ----- |
| Gheorghe Váczi  | Progresul Oradea                     | 23    |
| Iuliu Farkas    | Flacăra Petroșani                    | 13    |
| Titi Popescu    | Dinamo Boekarest / Flacăra Boekarest | 11    |
| Silviu Avram    | Știința Cluj                         | 10    |
| Adalbert Kovács | Flamura Roșie UT Arad                | 10    |
| Iosif Kovács    | Locomotiva Timișoara                 | 10    |
| Ion Suru        | Dinamo Boekarest                     | 10    |